# کارنامه هنری ایمی آدامز

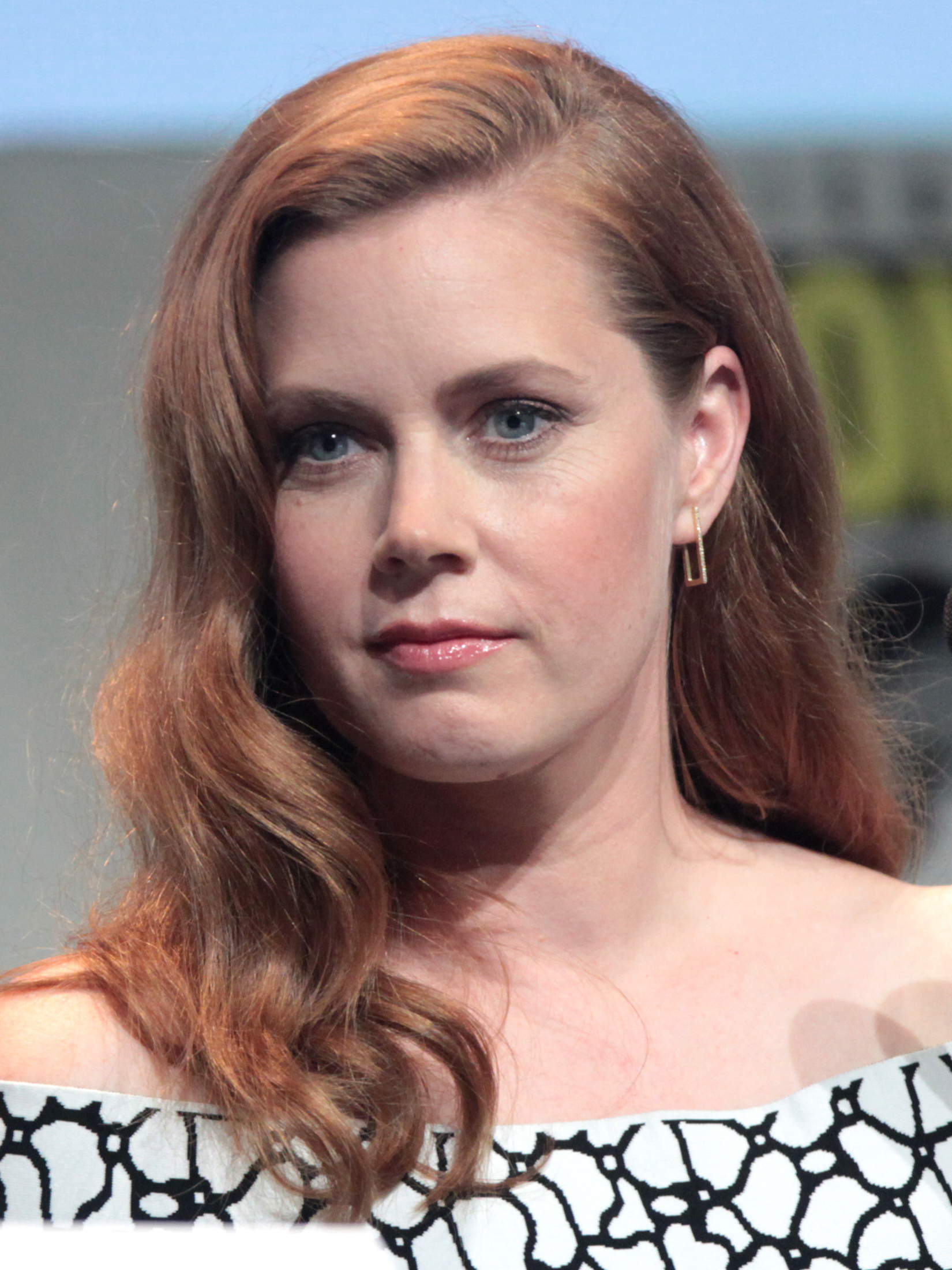
ایمی آدامز در کنفرانس کامیک-کان سن دیگو در سال ۲۰۱۵

ایمی آدامز بازیگر آمریکایی است که اولین نقش خود را در کمدی سیاه آخر خوشگل‌ها در سال ۱۹۹۹ ایفا کرد. او در برنامه‌های مختلف تلویزیونی به عنوان مهمان حضور پیدا کرد؛ شامل: نمایش دهه ۷۰، افسون‌شده، بافی قاتل خون‌آشام‌ها و همچنین در نقش‌های جزئی فیلم‌ها ظاهر شد. در سال ۲۰۰۲، او اولین نقش اصلی خود را در درام جنایی زندگینامه‌ای استیون اسپیلبرگ به نام اگه می‌تونی منو بگیر ایفا کرد. با این حال، فیلم آن‌طور که اسپیلبرگ انتظار داشت، برای ایمی در شروع موفق نبود. سه سال بعد او با بازی در نقش یک زن باردار ورّاج، در جون‌باگ اولین موفقیت خود را به دست آورد که او را برای نخستین بار نامزد دریافت جایزه اسکار بهترین بازیگر نقش مکمل زن کرد. دو سال بعد، آدامز با بازی در کمدی عاشقانه دیزنی به نام افسون‌زده برای اولین بار نامزد جایزه گلدن گلوب بهترین بازیگر زن - فیلم موزیکال یا کمدی شد.
در سال ۲۰۰۸، آدامز در درام تردید نقش یک راهبه ساده‌لوح را در مقابل فیلیپ سیمور هافمن و مریل استریپ بازی کرد که برای او دومین نامزدی اسکار بهترین بازیگر نقش مکمل زن را به همراه داشت. او سپس در کمدی-درام جولی و جولیا، هم‌بازی مریل استریپ بود و در سریال کمدی ماجراجویانه شب در موزه: نبرد اسمیتسونین به همراه آملیا ارهارت ایفای نقش کرد (هر دو در سال ۲۰۰۹). سال بعد، او با بازی در نقش گارسون در درام ورزشی دیوید او. راسل به نام مشت‌زن در نقش‌های نمایشی پیشرفت کرد (در سال ۲۰۱۰) و برای سومین بار نامزد دریافت جایزه اسکار بهترین بازیگر نقش مکمل زن شد. به دنبال نقشی در کمدی-موزیکال ماپت‌ها (در سال ۲۰۱۱)، آدامز نقش مقابل هافمن به عنوان همسر پر ارادهٔ یک رهبر فرقه را در درام استاد به کارگردانی پل توماس اندرسن بازی کرد. عملکرد وی برای دومی، چهارمین نامزدی بهترین بازیگر نقش مکمل زن در اسکار را برایش به همراه داشت.
در میان سه انتشار فیلم او در سال ۲۰۱۳، آدامز در نقش لوئیس لین در فیلم مرد پولادین بازی کرد و در کمدی-جنایی راسل به نام حقه‌بازی آمریکایی ستاره شد (در سال ۲۰۱۳). برای دومی، او برنده جایزه گلدن گلوب بهترین بازیگر زن (کمدی یا موزیکال) شد و اولین بار نامزد دریافت جایزه اسکار بهترین بازیگر نقش اول زن شد. او بعد از این، نقش مارگارت کین در فیلم چشمان بزرگ به کارگردانی تیم برتون را به تصویر کشید (در سال ۲۰۱۴) که برای آن، او دومین بار موفق به دریافت جایزه گلدن گلوب بهترین بازیگر زن (کمدی یا موزیکال) شد و چهارمین بازیگری شد که به این موفقیت برجسته دست یافت. در سال ۲۰۱۶، آدامز نقش زنی روشنفکر را که از خاطراتش ناراحت بود، در نورسیده و در فیلم تریلر روانشناختی حیوانات شب‌زی بازی کرد تا تجدیدنظر مثبتی صورت گیرد. وی در ادامه به خاطر بازی در نقش یک خبرنگار خودآزار، در مینی‌سریال اچ‌بی‌او به نام چیزهای تیز، تحسین شد (در سال ۲۰۱۸) و برای نقش‌آفرینی لین چینی در فیلم طنز معاون یک بار دیگر نامزد دریافت اسکار شد.

## فیلم
| Films that have not yet been released | نشان‌دهندهٔ فیلم‌هایی است که هنوز منتشر نشده‌اند |

| سال  | عنوان                               | نقش                  | توضیحات                                          | منبع          |
| ---- | ----------------------------------- | -------------------- | ------------------------------------------------ | ------------- |
| ۱۹۹۹ | آخر خوشگل‌ها                         | لسلی میلر            |                                                  | [ ۲۰ ]        |
| ۲۰۰۰ | مهمانی ساحل روانی                   | مارول آن             |                                                  | [ ۲۱ ]        |
| ۲۰۰۰ | کرومیوم هوک                         | جیل رویالتوبر        | فیلم کوتاه (اسم وی به صورت امی لو آدامز آمده‌است) | [ ۲۲ ]        |
| ۲۰۰۰ | مقاصد بی‌رحمانه ۲                    | کاترین مرتویول       | فیلم ویدیویی                                     | [ ۲۳ ]        |
| ۲۰۰۲ | قانون کشتار                         | دورین                |                                                  | [ ۲۴ ]        |
| ۲۰۰۲ | کدو تنبل                            | الکس                 |                                                  | [ ۲۵ ]        |
| ۲۰۰۲ | در خدمت سارا                        | کیت                  |                                                  | [ ۲۶ ]        |
| ۲۰۰۲ | اگه می‌تونی منو بگیر                 | برندا استرانگ        |                                                  | [ ۲۷ ]        |
| ۲۰۰۴ | فرار آخر                            | الکسیس               |                                                  | [ ۲۸ ]        |
| ۲۰۰۵ | تاریخ عروسی                         | ایمی الیس            |                                                  | [ ۲۹ ]        |
| ۲۰۰۵ | بی‌حرکت ایستادن                      | الیس                 |                                                  | [ ۳۰ ]        |
| ۲۰۰۵ | جون‌باگ                              | اشلی جانستن          |                                                  | [ ۳۱ ]        |
| ۲۰۰۵ | مهمانی تولد استفان توبولوسکی        | خودش                 | مستند                                            | [ ۳۲ ]        |
| ۲۰۰۶ | سِنت‌ها                               | شارلوت براون         | فیلم کوتاه                                       | [ ۳۳ ]        |
| ۲۰۰۶ | شب‌های تالادگا                       | سوزان                |                                                  | [ ۳۴ ]        |
| ۲۰۰۶ | تینیشس دی در پیک سرنوشت             | زن زرق و برق‌دار      |                                                  | [ ۳۵ ]        |
| ۲۰۰۶ | اِکس                                 | ابی مارس             |                                                  | [ ۳۶ ]        |
| ۲۰۰۷ | آندرداگ                             | پولی پیوربرد «شیرین» | صداپیشه                                          | [ ۳۷ ]        |
| ۲۰۰۷ | افسون‌زده                            | شاهزاده خانم جیزل    |                                                  | [ ۳۸ ]        |
| ۲۰۰۷ | جنگ چارلی ویلسون                    | بانی باخ             |                                                  | [ ۳۹ ]        |
| ۲۰۰۸ | آفتاب تمیز کردن                     | رز لورکوفسکی         |                                                  | [ ۴۰ ]        |
| ۲۰۰۸ | خانم پتیگرو برای یک روز زندگی می‌کند | دلیسیا لافوس         |                                                  | [ ۴۱ ]        |
| ۲۰۰۸ | تردید                               | خواهر جیمز           |                                                  | [ ۴۲ ]        |
| ۲۰۰۹ | شب در موزه: نبرد اسمیتسونین         | آملیا ارهارت / تِس    |                                                  | [ ۴۳ ] [ ۴۴ ] |
| ۲۰۰۹ | جولی و جولیا                        | جولی پاول            |                                                  | [ ۴۵ ]        |
| ۲۰۰۹ | قطعه موسیقی عاشقانه مهتاب           | کلویی                |                                                  | [ ۴۶ ]        |
| ۲۰۱۰ | سال کبیسه                           | آنا برادی            |                                                  | [ ۴۷ ]        |
| ۲۰۱۰ | عشق و بی‌اعتمادی                     | شارلوت براون         | قسمت: «سکه‌ها»                                    | [ ۴۸ ] [ ۴۹ ] |
| ۲۰۱۰ | مشت‌زن                               | میکی وارد            |                                                  | [ ۵۰ ]        |
| ۲۰۱۱ | ماپت‌ها                              | ماری                 |                                                  | [ ۵۱ ]        |
| ۲۰۱۲ | در جاده                             | جین / جون ولمر       |                                                  | [ ۵۲ ]        |
| ۲۰۱۲ | استاد                               | پگی دود              |                                                  | [ ۵۳ ]        |
| ۲۰۱۲ | مشکلی با منحنی                      | میکی لوبل            |                                                  | [ ۵۴ ]        |
| ۲۰۱۳ | مرد پولادین                         | لوئیس لین            |                                                  | [ ۵۵ ]        |
| ۲۰۱۳ | او                                  | ایمی                 |                                                  | [ ۵۶ ]        |
| ۲۰۱۳ | حقه‌بازی آمریکایی                    | سیدنی پروسر          |                                                  | [ ۵۷ ]        |
| ۲۰۱۴ | لالایی                              | امیلی                |                                                  | [ ۵۸ ]        |
| ۲۰۱۴ | چشمان بزرگ                          | مارگارت کین          |                                                  | [ ۵۹ ]        |
| ۲۰۱۶ | بتمن در برابر سوپرمن: طلوع عدالت    | لوئیس لین            |                                                  | [ ۶۰ ]        |
| ۲۰۱۶ | ورود                                | دکتر لوئیز بنکس      |                                                  | [ ۶۱ ]        |
| ۲۰۱۶ | حیوانات شب‌زی                        | سوزان مورو           |                                                  | [ ۶۲ ]        |
| ۲۰۱۷ | لیگ عدالت                           | لوئیس لین            |                                                  | [ ۶۳ ]        |
| ۲۰۱۸ | معاون                               | لین چینی             |                                                  | [ ۶۴ ]        |
| ۲۰۲۰ | مرثیه هیلبیلی                       | بی ونس               |                                                  | [ ۶۵ ]        |
| ۲۰۲۱ | لیگ عدالت زک اسنایدر                | لوئیس لین            | نسخه زک اسنایدر از لیگ عدالت                     | [ ۶۶ ]        |
| ۲۰۲۱ | زنی پشت پنجره                       | دکتر آنا فاکس        |                                                  | [ ۶۷ ]        |
| ۲۰۲۱ | ایون هنسن عزیز                      | سینتیا مورفی         |                                                  | [ ۶۸ ]        |
| ۲۰۲۲ | افسون‌نشده                           | جیزل                 |                                                  | [ ۶۹ ]        |
| ۲۰۲۴ | سگ شب                               | مادر                 | همچنین تهیه‌کننده                                 | [ ۷۰ ]        |
| TBA  | کلارا و خورشید                      | کریس                 |                                                  | [ ۷۱ ]        |

## تلویزیون
| سال(ها)   | عنوان               | نقش               | توضیحات                                                | منبع          |
| --------- | ------------------- | ----------------- | ------------------------------------------------------ | ------------- |
| ۲۰۰۰      | نمایش دهه ۷۰        | کت پترسون         | قسمت: «سوزاندن خانه»                                   | [ ۷۲ ] [ ۷۳ ] |
| ۲۰۰۰      | افسون‌شده            | مگی مورفی         | قسمت: «شانس مورفی»                                     | [ ۷۴ ]        |
| ۲۰۰۰      | زو، دانکن، جک و جین | دیناه             | قسمت: «بلند، تاریک و رئیس دانکن»                       | [ ۷۵ ]        |
| ۲۰۰۰      | مَشیَت                | بِکا               | قسمت: «دکتر خوب»                                       | [ ۷۶ ]        |
| ۲۰۰۰      | بافی قاتل خون‌آشام‌ها | بث مکلی           | قسمت: «خانواده»                                        | [ ۷۷ ]        |
| ۲۰۰۱      | اسمالویل            | جودی ملویل        | قسمت: «هوس»                                            | [ ۷۸ ]        |
| ۲۰۰۲      | بال غربی            | کتی               | قسمت: «۲۰ ساعت در آمریکا (قسمت اول)»                   | [ ۷۹ ]        |
| ۲۰۰۴      | پادشاه تپه          | میستی مرلین آفتاب | «بانوی موی من» «فاکتور تشویق» فقط صدایش                | [ ۸۰ ]        |
| ۲۰۰۴      | دکتر وگاس           | آلیس دوهرتی       | قسمت ۵                                                 | [ ۸۱ ]        |
| ۲۰۰۵−۲۰۰۶ | اداره               | کتی               | قسمت ۳                                                 | [ ۸۲ ]        |
| ۲۰۰۸ ۲۰۱۴ | پخش زنده شنبه شب    | میزبان            | «ایمی آدامز / ومپایر ویکند» «ایمی آدامز / وان دایرکشن» | [ ۸۳ ] [ ۸۴ ] |
| ۲۰۱۱      | سسمی استریت         | خودش              | قسمت: «Cast Iron Cooks»                                | [ ۸۵ ]        |
| ۲۰۱۸      | چیزهای تیز          | کامیل پریکر       | ۸ قسمت؛ همچنین تولیدکننده اجرایی                       | [ ۸۶ ]        |

## تئاتر
| سال  | عنوان         | نقش             | محل برگزاری    | منبع   |
| ---- | ------------- | --------------- | -------------- | ------ |
| ۲۰۱۲ | به‌سوی جنگل    | همسر نانوا      | تئاتر دلاکورت  | [ ۸۷ ] |
| ۲۰۲۲ | باغ‌وحش شیشه‌ای | آماندا وینگفیلد | تئاتر دوک یورک | [ ۸۸ ] |

## موزیک ویدئوها
| سال  | عنوان          | هنرمند(ها)                 | کارگردان   | نقش       | منا.   |
| ---- | -------------- | -------------------------- | ---------- | --------- | ------ |
| ۲۰۰۸ | «ترانه قهرمان» | د لنلی آیلند               | اکویا شوفر | زن در خطر | [ ۸۹ ] |
| ۲۰۲۰ | «تصور کن»      | هنرمندان برای ما یکی هستیم | None       | خودش      | [ ۹۰ ] |

## دیسکوگرافی
| سال  | موسیقی متن                          | آهنگ                          | منبع   |
| ---- | ----------------------------------- | ----------------------------- | ------ |
| ۲۰۰۷ | افسون‌زده                            | «بوسهٔ عشق واقعی»              | [ ۹۱ ] |
| ۲۰۰۷ | افسون‌زده                            | «آهنگ کار مبارک»              | [ ۹۱ ] |
| ۲۰۰۷ | افسون‌زده                            | «اینگونه می‌دانید»             | [ ۹۱ ] |
| ۲۰۰۸ | خانم پتیگرو برای یک روز زندگی می‌کند | «اگر من اهمیتی نمی‌دادم»       | [ ۹۲ ] |
| ۲۰۱۱ | ماپت‌ها                              | «زندگی یک آهنگ شاد است»       | [ ۹۳ ] |
| ۲۰۱۱ | ماپت‌ها                              | «من مهمانی»                   | [ ۹۳ ] |
| ۲۰۱۱ | ماپت‌ها                              | «زندگی یک آهنگ شاد است نهایی» | [ ۹۳ ] |
| ۲۰۲۱ | ایون هنسن عزیز                      | «مرثیه»                       | [ ۹۴ ] |